# 大营路街道
大营路街道是中华人民共和国贵州省貴陽市云岩区下辖的一个街道办事处。

## 行政区划
大营路街道下辖以下村级行政区划单位：
冠竹苑社区、友谊花园社区、银佳社区、兴黔社区、贵医社区、筑新社区、大营社区、杨柳湾社区、万江社区、中大社区、中建社区、登高社区、百花山社区、金狮社区、石洞坡社区、巫峰社区、狮子社区、黄山冲社区、中天花园社区、顺海社区、乌江怡苑社区、御翠岭社区、颐和社区。